# Zwarte Paard
Zwarte Paard (51° 57′ N, 5° 27′ L) é uma vila dos Países Baixos, na província de Guéldria. Zwarte Paard pertence ao município de Buren, e está situada a 7 km, a norte de Tiel.